# 謝汝儀
谢汝仪（1489年—1536年），字国正，号果庵，浙江鄞县人，明朝政治人物。以敢言著称。

## 生平
以易亚魁正德八年癸酉科乡荐，正德九年（1514年），联中甲戌科进士，授江西余干县知县，以父忧去职。服除，擢任江西道监察御史，嘉靖初印马于北直隶、山东、河南，四年巡按广西，擢岭东兵备佥事，改福建，升任按察司海道副使。十年五月升云南布政司左参政，十一年七月官至江西按察使。时祖母周氏年逾九十，回家省亲，半月後祖母病卒，哀毁成疾，嘉靖十五年丙申二月二日卒，年四十有八。
谢汝仪以为官敢言著称于朝野，多次上书弹劾外戚、中官，曾请诛谷大用等不法官员，声名远播。

## 代表著作
- 《果庵集》
- 《謝侍御奏疏》
- 《明州阿育王山志》收錄有其诗作〈登溪山光色樓〉七律一首[1]
- 漳州云洞岩题刻

## 家族
曾祖謝日制，号养素翁。祖父謝瓛，配周氏。父謝表，號直斋，赠监察御史。母张氏，生汝儀及汝诚、汝立。

## 出处
1. 1 2 3  . 中央研究院历史研究所.[永久]
2. 1 2 3  浙江历史名人辞典. . 浙江档案网.   [2015年6月8日]. （原始内容存档于2017年4月24日）.

- 《国朝献征录》《江西按察使谢公汝仪墓志铭》